# Singapurische Davis-Cup-Mannschaft
Die singapurische Davis-Cup-Mannschaft ist die Tennisnationalmannschaft Singapurs, die das Land im Davis Cup vertritt.

## Geschichte
Singapur nahm 1984 erstmals am Davis Cup teil. Die Mannschaft spielte seitdem mehrfach in der Kontinentalgruppe II der Ozeanien-/Asienzone, kam dabei aber nie über die erste Runde hinaus. Erfolgreichster Spieler ist bisher Daniel Heryanta Dewandaka mit 23 Siegen bei insgesamt 25 Teilnahmen. Damit ist er gleichzeitig Rekordspieler.